# حسن رضا خان
حسن رضا خان با نام کامل حسن رضا خان بریلوی شاعر، صوفی و پژوهشگر اسلامی هندی و برادر کوچکتر احمدرضا خان بریلوی، رهبر مهم نهضت اهل سنت بود. او مرید شا الرسول ماریهروی (Sha Ale Rasool Marehrvi) در تصوف بود که یک استاد بزرگ صوفی از ماریهرا، ایتا، اوتار پرادش می‌باشد. حسن رضا خان شاگرد داغ دهلوی بود که یک شاعر فاضل اهل دهلی می‌باشد. حسرت موهانی توانایی بالای حسن رضا خان را در فن شعر تحسین کرده بود.